# فتح‌الله غروی اصفهانی
ملا فتح‌الله غروی شیرازی اصفهانی (زاده زمستان ۱۲۲۸ شمسی در اصفهان – درگذشته ۲۹ آذر ۱۲۹۹ شمسی در نجف) (۱۲۶۶ ق - ۱۳۳۹ ق) معروف به شیخ الشریعه اصفهانی از مراجع تقلید شیعه بود.
دکتر محمد علی خورسندی آن-عضو محترم هیئت علمی گروه حقوق خصوصی دانشگاه شیراز -نقل می‌کند: سند مالکیتی مربوط به اراضی کرمانشاه دیدم که صاحبین آن، سند را به محضر شیخ الشریعه رسانده‌اند که شیخ، ذیل آن را ممهور به نام خود با عنوان شیخ الشریعه اصفهانی نموده‌اند البته وی شیرازی (خانواده نمازی شیراز) و همسرشان اصفهانی بوده‌اند و استفاده از لقب «اصفهانی» از این جهت بوده‌است.

## تحصیل
او ابتدا در حوزه علمیه اصفهان به تحصیل مشغول بود. سپس راهی حوزه علمیه مشهد شد و از میرزا نصرالله مدرس، محمدابراهیم بروجردی و سید مرتضی حائری بهره برد. وی سپس به سوی اصفهان مراجعت کرد. تا آن زمان نظریات شیخ مرتضی انصاری در اصفهان شهرتی نداشت ولی شیخ شریعت به بیان مسلک شیخ مرتضی انصاری همت گماشت.
او در سال ۱۲۹۵ ق. راهی نجف شد و در محضر مراجع تقلید آن زمان (آیات شیخ محمدحسین کاظمی و میرزا حبیب‌الله رشتی) حاضر شد.

## تدریس
شیخ الشریعه در نجف به تدریس پرداخت. وی در سال ۱۳۱۳ قمری به مکه رفت. تمامی صاحبان تراجم، مراتب فضل و کمال و جامعیت علمی او ستوده‌اند. او در مکه به مباحثه و گفتگو با علمای اهل سنت پرداخت به گونه‌ای که آن‌ها از احاطه کامل وی به کتاب‌های اهل سنت در شگفت شدند.
پس از بازگشت از حج درس او از مهم‌ترین درس‌های نجف به‌شمار می‌رفت که صدها نفر در آن شرکت می‌کردند. این درس‌ها عبارت بودند از:
1. دروس عالی فقه و اصول.
2. رجال و درایه.
3. تفسیر و علوم قرآن.
4. فلسفه و کلام.
5. درس خلافیات که در این درس علت اختلاف نظریات و فتواهای فقیه بررسی می‌شد.

وی هم چنین جمعه‌ها منبر می‌رفت و به موعظه می‌پرداخت. از دیگر امتیازات وی این که وی به تحصیل طب و ریاضیات همت گماشته و علاوه بر فرمول‌ها و معادلات ریاضی مطالب زیادی دربارهٔ علم پزشکی آموخته بود.
گویند روزی او بیمار شد و وقتی پزشک برای معالجه بر بالینش آمد شیخ الشریعه در مورد بیماری‌اش از کتاب قانون بوعلی سینا مطلبی گفت. پزشک تصور کرد چون شیخ نوع بیماری خود را می‌دانسته تنها همان قسمت کتاب را به خاطر سپرده‌است ولی در گفتگوهای بعدی مشخص شد او بیشتر مطالب قانون را آماده در ذهن دارد.

## مقام علمی و مرجعیت
شیخ الشریعه، از اساتیدی چون سید مهدی قزوینی، شیخ محمد طه نجف، سید محمد باقر خوانساری، میرزا محمد هاشم خوانساری و شیخ محمد حسین کاظمی اجازه روایت دریافت کرده بود. وی بعد از درگذشت میرزای دوم و سید محمد کاظم یزدی، مرجعیت عامه شیعه را عهده‌دار شد.

## مبارزه با استعمار بریتانیا، ایتالیا و عثمانی
او به شریعه الحق و سپس به شیخ‌الشریعه ملقب و معروف گردید. شیخ الشریعه علاوه بر فضایل علمی، مجتهدی روشن بین و متعهد بود و به سرنوشت سیاسی و اجتماعی جهان اسلام و ترفندهای استعمار، وقوف کامل داشت.
او به عنوان مبارزه با استیلای استعمار بر بازارهای مسلمانان در ۱۳۱۵. ق فتوای تحریم خود را در خصوص استفاده نکردن از کالاهای فرنگی صادر کرد.
وی ضد استعمارگران ایتالیایی در حمله به لیبی (از متصرفات عثمانی)، حمله متجاوزان روس به شمال ایران و کشتار آزادی‌خواهان در ۱۳۲۹. ق/ ۱۹۱۱، حمله متفقین به عثمانی در ۱۳۳۲. ق/ ۱۹۱۴. م، و نیز تجاوز نیروهای بریتانیایی به عراق و اشغال بصره در ۱۳۳۸. ق/ ۱۹۲۰، هشت فتوای جهاد صادر کرد که در آن‌ها مسلمانان سراسر جهان اسلام را به مقاومت در برابر استعمارگران و بیرون راندن آن‌ها از سرزمین‌های اسلامی و نفی و طرد هرگونه حاکمیت سیاسی، نظامی، اقتصادی و فرهنگی آنان فراخواند.
هم‌چنین در حدود ۱۳۲۹. ق جزوه‌ای به زبان فارسی منتشر و در آن مسلمانان را به ترک اختلافات و تفرقه و تمسک به اتحاد و دوستی برای حفظ استقلال کشورهای اسلامی به عنوان اساس مقاومت در برابر فعالیت‌های استعماری دعوت کرد.

## در جریان انقلاب ۱۹۲۰ عراق
عراق در جنگ جهانی اول به تصرف انگلستان درآمد و شیخ الشریعه ضمن صدور فتوای جهاد خود به جبهه شتافت و فرماندهی جبهه قرنه را به عهده گرفت.
با تضعیف دولت عثمانی در جنگ جهانی اول فرانسه و انگلیس در صدد تجزیه این کشور برآمدند. انگلیسی‌ها درصدد بودند تا با تحمیل نماینده خود به عنوان رئیس حکومت عراق، و واگذاری کلیه اختیارات قانون‌گذاری و اجرایی به وی، سیاست توسعه طلبی استعماری خود را پی بگیرند و با در دست گرفتن قیمومت عراق، این کشور را در زمره کشورهای وابسته به حکومت مستعمره هند قرار دهند.
آرنولد ویلسون حاکم انگلیسی عراق، که از فتواهای آتشین محمدتقی شیرازی، در حفظ تمامیت ارضی عراق و اعاده استقلال این کشور زخم خورده بود، بعد از فوت میرزای دوم، از در دوستی با فتح‌الله اصفهانی (شیخ الشریعه) برآمد. وی به همین منظور پیام تسلیتی برای شیخ الشریعه فرستاد و با انتشار هزاران نسخه از این نامه با هواپیما در آسمان عراق؛ یک عملیات روانی را کلید زد.

## استادان
- سید محمد باقر خوانساری
- سید محمدهاشم خوانساری
- ملا حیدرعلی صباغ اصفهانی
- نصرالله مدرس
- شیخ محمدصادق تنکابنی
- ملا احمد سبزواری
- ملا عبدالجواد حکیم تونی
- شیخ حسینعلی تویسرکانی ملایری
- محمدتقی هروی
- محمدرحیم بروجردی
- محمدحسین کاظمینی
- میرزا حبیب‌الله رشتی

## آثار
- انارة الحالک فی قرائة ملک و مالک.
- ارث الزوجة من ثمن العقار.
- صیانة الابانة عن وصمة الرطانه.
- افاضة التقدیر فی احکام العصیر (مطبوع در قم، ۱۳۷۰).
- قاعدة لاضرر.
- قاعدة طهارت.
- قاعدة الواحد البسیط.
- رساله‌ای در متمم کر.
- رساله‌ای در جلود سباع.[۱۱]

و کتاب‌ها و رساله‌های دیگر که بالغ بر ۱۵ جلد می‌گردد.

## درگذشت
وی در شب یکشنبه هشتم ربیع‌الثانی سال ۱۳۳۹ ق. در اثر بیماری سینه درد درگذشت و در یکی از غرفه‌های شرقی صحن حرم علی بن ابی‌طالب دفن شد.